# Vincenzo Maria Coronelli

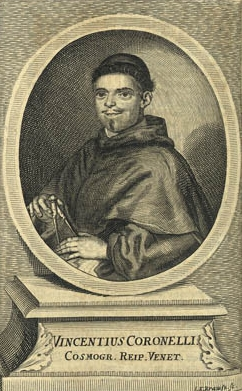
Vincenzo Maria Coronelli

Vincenzo Maria (oder Marco) Coronelli OFMConv (* 16. August 1650 in Venedig; † 9. Dezember 1718 ebenda) war ein berühmter Kartograf, Kosmograf und Hersteller von Globen.

## Leben
Coronelli wurde als Sohn eines Schneiders geboren und absolvierte eine Tischlerlehre. 1665 trat er den Franziskaner-Minoriten bei und ging in das Kloster San Nicoletto. Mit 16 Jahren veröffentlichte er einen Immerwährenden Kalender. In Rom studierte er Theologie, Mathematik und Kosmographie, 1673 wurde er in Theologie promoviert. Danach wurde er Ordensprovinzial in Venedig.
1678 ging er nach Parma und wurde Sekretär des Herzogs Ranuccio II. Farnese. Er schuf für ihn ein Globenpaar mit einem Durchmesser von 175 cm, das nicht erhalten ist. Von 1681 bis 1683 fertigte er in Paris die Coronelli-Globen, einen Erd- und einen Himmelsglobus, mit einem Durchmesser von 384 cm für den französischen König Ludwig XIV. an. Sie befinden sich heute im Besitz der französischen Nationalbibliothek, im Eingangsbereich der Bibliothèque François-Mitterrand.
1684 kehrte er nach Venedig zurück. Coronelli gründete in diesem Jahr die erste geografische Gesellschaft der Welt, die Accademia cosmografica degli argonauti, deren Vorsitz der Doge Marcantonio Giustinian übernahm. 1685 wurde er zum Kosmographen der Republik Venedig ernannt. Seiner Gesellschaft gehörten 1693 bereits 261 Mitglieder an, darunter der polnische König Jan III. Sobieski. Erneut reiste er nach Paris, um mit Jean Baptiste Nolin verkleinerte Nachbildungen der Globen zu erstellen. Die kleinsten hatten einen Durchmesser von 8,5 cm und dienten als Reisegloben, größere ließen sich zerlegen.

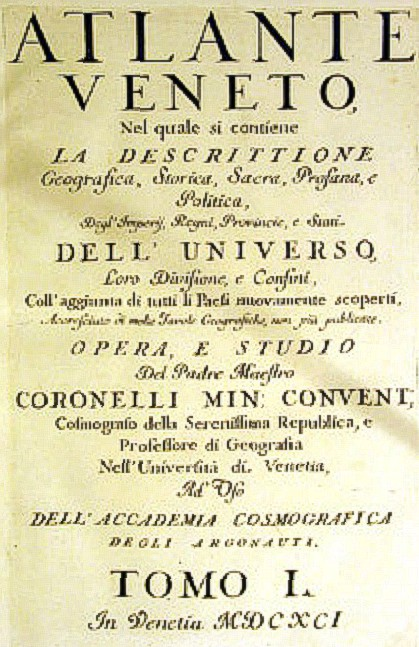
Atlante Veneto, Bd. 1, Venedig 1696

1691 veröffentlichte er in Venedig den Atlante Veneto, ein Werk von 200 Karten mit ausführlichen Beschreibungen im Format 60 × 40 cm. In den Jahren 1692 und 1694 legte er sein zweibändiges geographisches Hauptwerk auf, den Corso geografico universale, ó sia la terra divisa nelle sue parti. Es bestand aus 260 Karten im Format 40,5 × 51 cm. Von 1696 bis 1697 setzte er mit seinem Isolario, der dem Mittelmeer gewidmet war, den Atlante Veneto fort. 1696 reiste er durch das Reich nach London.
Vincenzo Maria Coronelli schuf auch die erste Enzyklopädie in italienischer Sprache, die Biblioteca universale sacro-profana. Sie erschien in Venedig, blieb jedoch unvollständig. Von dem ursprünglich auf 45 Bände mit 350.000 Stichwörtern angelegten Werk wurden nur die ersten sieben Bände (A-Caque) mit 35.000 Stichworten veröffentlicht. Dabei erschien 1701 der erste, Papst Clemens XI. gewidmete Band. Am Ende erreichte Coronelli eine Auflage von 40.000 Exemplaren. Die 700 bis 800 Seiten starken Bände erschienen zwischen 1701 und 1709 in der venezianischen Druckerei A. Tivani. Das Werk gilt als Vorbild für die französischen Enzyklopädisten.
Daneben interessierte sich Coronelli für Hydrologie. So entwickelte er Pläne für die Regulierung der Etsch, den Schutz der Lagune von Venedig, für Brücken und Kanäle. Zudem gilt er als möglicher Erfinder des Trockendocks. Von Coronelli stammte der Vorschlag, die Insel Pellestrina mit einem Mauerwerk aus Steinblöcken zu schützen. Die Errichtung der „murazzi“ unter dem Architekten Bernardino Zendrini erlebte er nicht mehr.

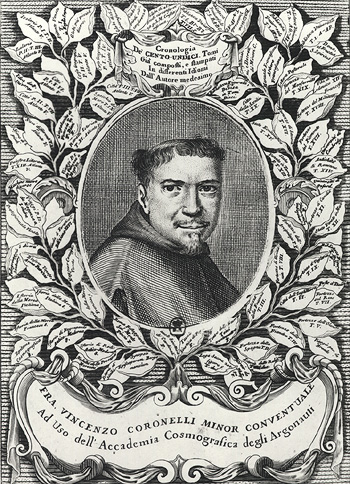
Porträt Coronellis (1710)

1701 bis 1704 war Coronelli Ordensgeneral der Minoriten, wurde jedoch, nachdem er gegen päpstliche Weisung den Kirchenstaat verlassen hatte, von Papst Clemens XI. abgesetzt, wenn er auch den Titel noch drei Jahre lang führen durfte. Nun endgültig nach Venedig zurückgekehrt, publizierte er neben den Procuratori di S. Marco (Venedig 1705), einer Geschichte dieser Institution vom Mittelalter bis in seine Gegenwart, dann eine Cronologia universale (1707), die die wichtigsten Ereignisse seit 4000 v. Chr. aufführte. Dann erschienen 27 der vorgesehenen 45 Bände des Teatro della guerra zwischen 1706 und 1709; sie enthielten etwa 2000 Tafeln. Auch Gli Ordini religiosi ed equestri, ein Werk über religiöse und Ritterorden, blieb unvollständig. Es erschienen drei Bände zwischen 1707 und 1715.
1717 wurde er von Kaiser Karl VI. nach Wien berufen, um Pläne für die Regulierung der Donau zu entwickeln. Er erhielt den Titel Commissario Perpetuo del Danubio.
1718 kehrte Coronelli nach Venedig zurück, wo er am 9. Dezember 1718 an seinem Schreibtisch starb. Er wurde vermutlich in einem Gemeinschaftsgrab in der Nähe des Glockenturms oder hinter der Apsis von Santa Maria Gloriosa dei Frari beigesetzt. Sein Besitz wurde zerstreut, und auch die Accademia degli Argonauti überlebte ihren Gründer nicht lange.

## Gedenken
Aufgrund seiner Verdienste um den Globus wurde die 1952 in Wien gegründete Internationale Coronelli-Gesellschaft für Globenkunde nach ihm benannt. Sein Porträt zierte die erste Ausgabe der Zeitschrift Der Globusfreund, die von der Coronelli-Gesellschaft herausgegeben wird.

## Werke
- Morea, Negroponte & Adiacenze, 1686
- Atlante Veneto, 1691–1696

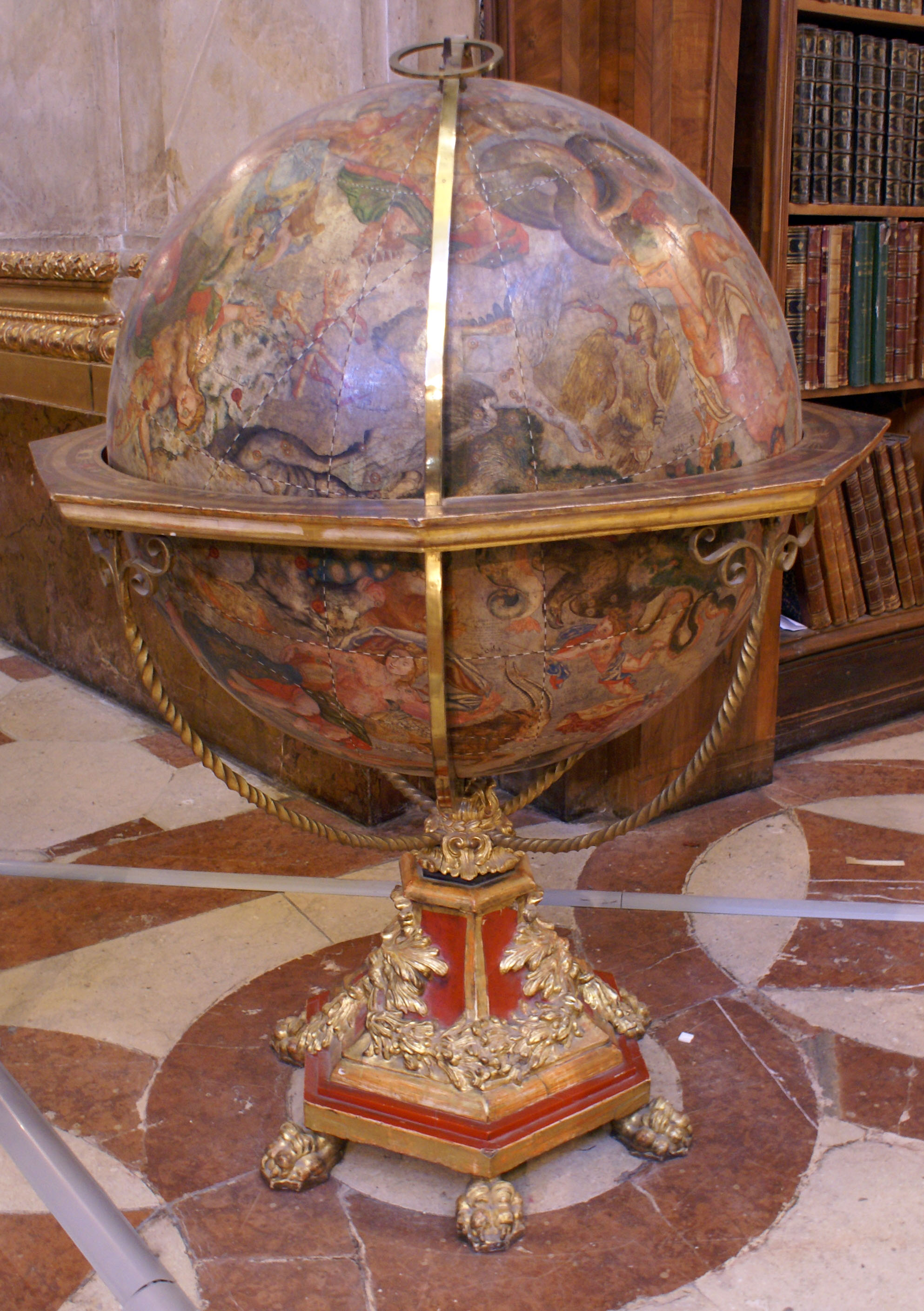
Ein Himmelsglobus von Coronelli im Prunksaal der Österreichischen Nationalbibliothek

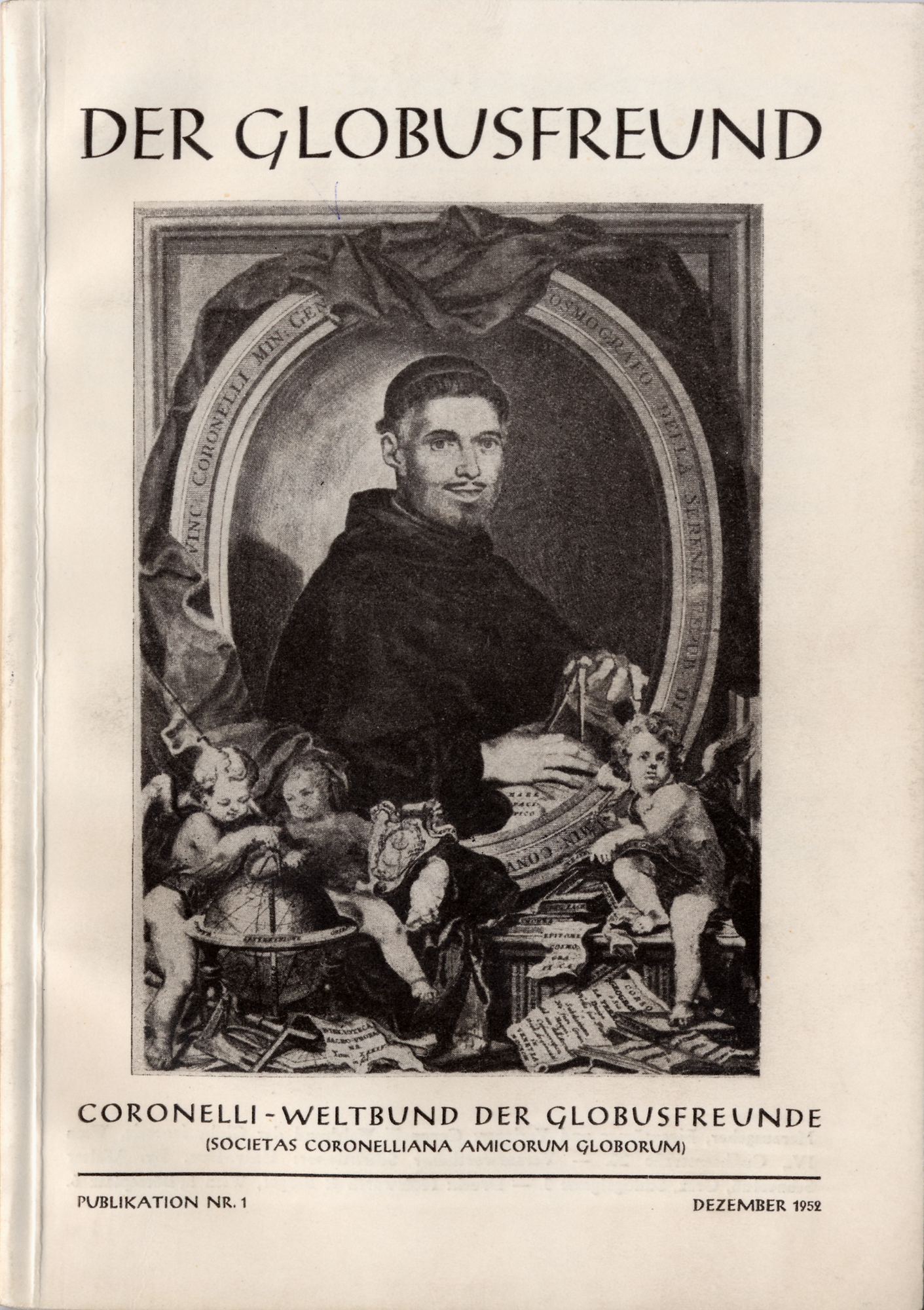
Titelblatt der ersten Ausgabe von Der Globusfreund (Dez. 1952)

- Ritratti de celebri Personaggi, 1697
- Lo Specchio del Mare, 1698
- Singolarita di Venezia, 1708–1709
- Roma antico-moderna, 1716

In Österreich stehen je zwei Coronelli-Globenpaare (Erdglobus und Himmelsglobus) im Prunksaal der Österreichischen Nationalbibliothek – in der Stiftsbibliothek von Melk und in der Stiftsbibliothek von Vorau jeweils ein Globenpaar.

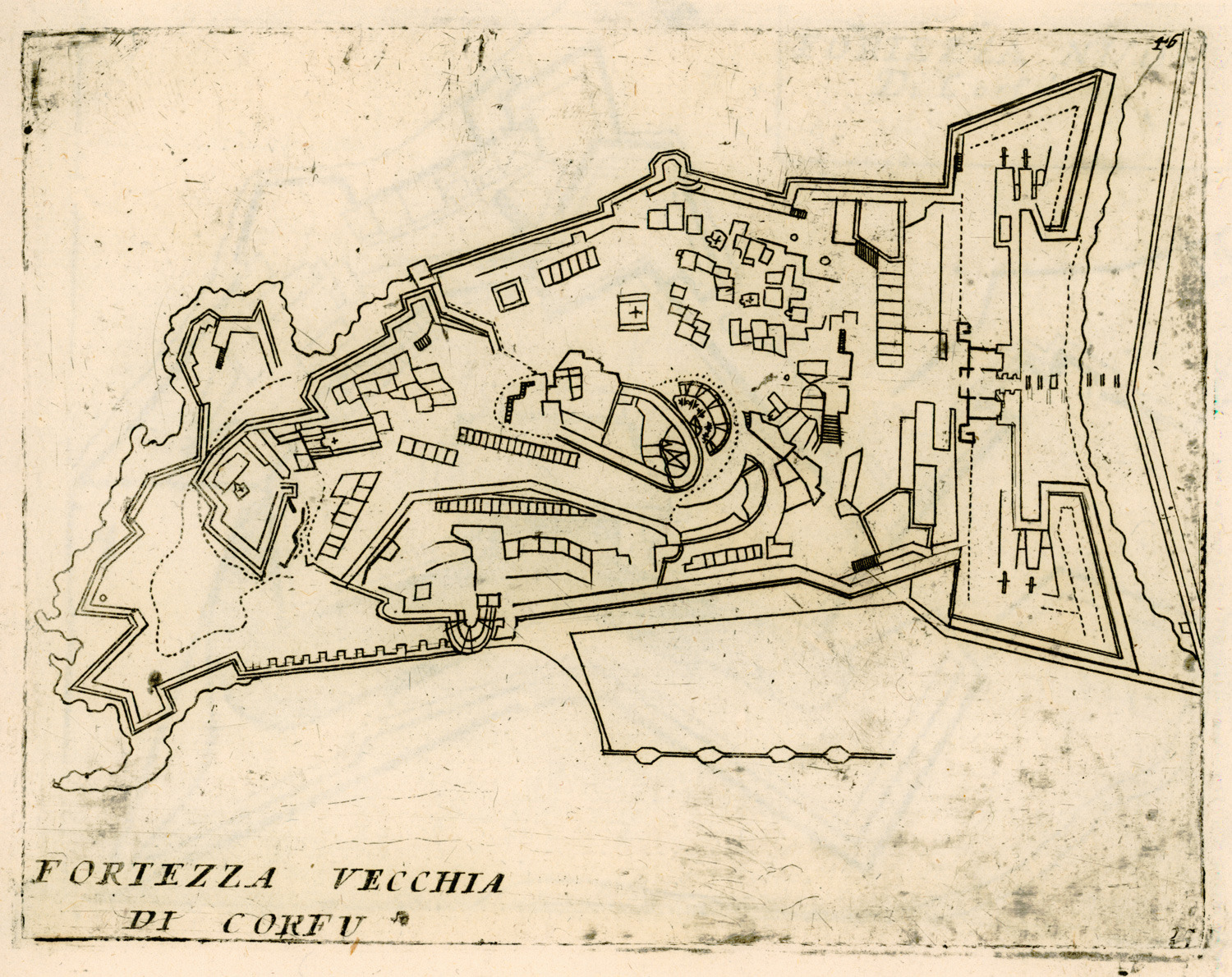
Plan der venezianischen Festung Korfu, 1688

In Deutschland kann man zwei gute erhaltene Coronelli-Globen, einen Himmels- und einen Erdglobus von 1688 und 1693 mit über einem Meter Durchmesser, in der Stadtbibliothek Trier besichtigen. Die Stadtbibliothek Koblenz führte im September 2006 eine Ausstellung zu den in ihrem historischen Altbestand gefundenen 58 Coronelli-Karten durch.